# SP u hokeju na ledu elitne divizije 2018.
Svjetsko prvenstvo u hokeju na ledu 2018. je 82. Svjetsko prvenstvo u hokeju na ledu, koje se od 4. od 20. svibnja održalo u Danskoj. Konačna odluka o domaćinu donesena je 23. svibnja 2014.
Turnir se sastojao od sveukupno 64 utakmica: 56 u fazi po skupinama, 4 play-off utakmice za četvrtfinale, 4 utakmice četvrtfinala, 2 utakmice polufinala, te utakmice za broncu i finalna utakmica.

## Izbor za domaćina
| Kandidati | Glasovi | Napomene |
| Kandidati | 1. krug | Napomene |
| --------- | ------- | -------- |
| Danska    | 95      | -        |
| Latvija   | 12      | SP 2006. |

## Gradovi-domaćini i stadioni
| Kopenhagen     | Herning          |
| -------------- | ---------------- |
| Royal Arena    | Jyske Bank Boxen |
| Mjesta: 12.500 | Mjesta: 11.000   |
|                |                  |

## Natjecanje po skupinama
Objašnjenje kratica kod tablica u skupinama:
- Momčad = naziv reprezentacije
- Uta. = broj odigranih utakmica u skupini
- Pob. = broj pobjeda
- Pobpr. = broj pobjeda u produžetku
- Por. = broj poraza
- Porpr. = broj poraza u produžetku
- Po. = broj postignutih pogodaka
- Pr. = broj primljenih pogodaka
- Gr. = gol-razlika
- Bod = broj bodova

Objašnjenje boja u tablici skupina:
██ Momčad ispala u Diviziju IA.
██ Momčad se plasirala u daljnji tijek natjecanja.

### Skupina A
| Momčad      | Uta. | Pob. | Pobpr. | Porpr. | Por. | Po. | Pr. | Gr. | Bod. |
| ----------- | ---- | ---- | ------ | ------ | ---- | --- | --- | --- | ---- |
| Švedska     | 7    | 6    | 1      | 0      | 0    | 31  | 9   | +22 | 20   |
| Rusija      | 7    | 5    | 0      | 1      | 1    | 32  | 10  | +22 | 16   |
| Češka       | 7    | 3    | 3      | 0      | 1    | 27  | 15  | +12 | 15   |
| Švicarska   | 7    | 3    | 1      | 1      | 2    | 25  | 19  | +6  | 12   |
| Slovačka    | 7    | 3    | 0      | 2      | 2    | 19  | 20  | -1  | 11   |
| Francuska   | 7    | 2    | 0      | 0      | 5    | 13  | 29  | -16 | 6    |
| Austrija    | 7    | 1    | 0      | 1      | 5    | 13  | 30  | -17 | 4    |
| Bjelorusija | 7    | 0    | 0      | 0      | 7    | 8   | 36  | -28 | 0    |

| 4. svibnja 2018. 16:15 | Rusija | 7 : 0 (3:0, 1:0, 3:0) | Francuska | Posjećenost: 6,453 |

| Izvještaj utakmice | Izvještaj utakmice | Izvještaj utakmice | Izvještaj utakmice | Izvještaj utakmice |
| ------------------ | ------------------ | ------------------ | ------------------ | ------------------ |
|                    |                    |                    |                    |                    |
|                    |                    |                    |                    |                    |
|                    |                    |                    |                    |                    |
|                    |                    |                    |                    |                    |

| 4. svibnja 2018. 20:15 | Švedska | 5 : 0 (2:0, 2:0, 1:0) | Bjelorusija | Posjećenost: 10,884 |

| Izvještaj utakmice | Izvještaj utakmice | Izvještaj utakmice | Izvještaj utakmice | Izvještaj utakmice |
| ------------------ | ------------------ | ------------------ | ------------------ | ------------------ |
|                    |                    |                    |                    |                    |
|                    |                    |                    |                    |                    |
|                    |                    |                    |                    |                    |
|                    |                    |                    |                    |                    |

| 5. svibnja 2018. 12:15 | Švicarska | 3 : 2 (1:0, 1:1, 0:1, 1:0) | Austrija | Posjećenost: 5,019 |

| Izvještaj utakmice | Izvještaj utakmice | Izvještaj utakmice | Izvještaj utakmice | Izvještaj utakmice |
| ------------------ | ------------------ | ------------------ | ------------------ | ------------------ |
|                    |                    |                    |                    |                    |
|                    |                    |                    |                    |                    |
|                    |                    |                    |                    |                    |
|                    |                    |                    |                    |                    |

| 5. svibnja 2018. 16:15 | Francuska | 6 : 2 (2:1, 1:0, 3:1) | Bjelorusija | Posjećenost: 6,529 |

| Izvještaj utakmice | Izvještaj utakmice | Izvještaj utakmice | Izvještaj utakmice | Izvještaj utakmice |
| ------------------ | ------------------ | ------------------ | ------------------ | ------------------ |
|                    |                    |                    |                    |                    |
|                    |                    |                    |                    |                    |
|                    |                    |                    |                    |                    |
|                    |                    |                    |                    |                    |

| 5. svibnja 2018. 20:15 | Slovačka | 2 : 3 (1:0, 1:1, 0:1, 0:1) | Češka | Posjećenost: 12,490 |

| Izvještaj utakmice | Izvještaj utakmice | Izvještaj utakmice | Izvještaj utakmice | Izvještaj utakmice |
| ------------------ | ------------------ | ------------------ | ------------------ | ------------------ |
|                    |                    |                    |                    |                    |
|                    |                    |                    |                    |                    |
|                    |                    |                    |                    |                    |
|                    |                    |                    |                    |                    |

| 6. svibnja 2018. 12:15 | Rusija | 7 : 0 (3:0, 3:0, 1:0) | Austrija | Posjećenost: 9,502 |

| Izvještaj utakmice | Izvještaj utakmice | Izvještaj utakmice | Izvještaj utakmice | Izvještaj utakmice |
| ------------------ | ------------------ | ------------------ | ------------------ | ------------------ |
|                    |                    |                    |                    |                    |
|                    |                    |                    |                    |                    |
|                    |                    |                    |                    |                    |
|                    |                    |                    |                    |                    |

| 6. svibnja 2018. 16:15 | Švedska | 3 : 2 (2:0, 0:1, 1:1) | Češka | Posjećenost: 12,490 |

| Izvještaj utakmice | Izvještaj utakmice | Izvještaj utakmice | Izvještaj utakmice | Izvještaj utakmice |
| ------------------ | ------------------ | ------------------ | ------------------ | ------------------ |
|                    |                    |                    |                    |                    |
|                    |                    |                    |                    |                    |
|                    |                    |                    |                    |                    |
|                    |                    |                    |                    |                    |

| 6. svibnja 2018. 20:15 | Slovačka | 0 : 2 (0:1, 0:1, 0:0) | Švicarska | Posjećenost: 10,915 |

| Izvještaj utakmice | Izvještaj utakmice | Izvještaj utakmice | Izvještaj utakmice | Izvještaj utakmice |
| ------------------ | ------------------ | ------------------ | ------------------ | ------------------ |
|                    |                    |                    |                    |                    |
|                    |                    |                    |                    |                    |
|                    |                    |                    |                    |                    |
|                    |                    |                    |                    |                    |

| 7. svibnja 2018. 16:15 | Bjelorusija | 0 : 6 (0:1, 0:3, 0:2) | Rusija | Posjećenost: 6,360 |

| Izvještaj utakmice | Izvještaj utakmice | Izvještaj utakmice | Izvještaj utakmice | Izvještaj utakmice |
| ------------------ | ------------------ | ------------------ | ------------------ | ------------------ |
|                    |                    |                    |                    |                    |
|                    |                    |                    |                    |                    |
|                    |                    |                    |                    |                    |
|                    |                    |                    |                    |                    |

| 7. svibnja 2018. 20:15 | Švedska | 4 : 0 (2:0, 1:0, 1:0) | Francuska | Posjećenost: 7,218 |

| Izvještaj utakmice | Izvještaj utakmice | Izvještaj utakmice | Izvještaj utakmice | Izvještaj utakmice |
| ------------------ | ------------------ | ------------------ | ------------------ | ------------------ |
|                    |                    |                    |                    |                    |
|                    |                    |                    |                    |                    |
|                    |                    |                    |                    |                    |
|                    |                    |                    |                    |                    |

| 8. svibnja 2018. 16:15 | Austrija | 2 : 4 (1:1, 0:2, 1:1) | Slovačka | Posjećenost: 6,094 |

| Izvještaj utakmice | Izvještaj utakmice | Izvještaj utakmice | Izvještaj utakmice | Izvještaj utakmice |
| ------------------ | ------------------ | ------------------ | ------------------ | ------------------ |
|                    |                    |                    |                    |                    |
|                    |                    |                    |                    |                    |
|                    |                    |                    |                    |                    |
|                    |                    |                    |                    |                    |

| 8. svibnja 2018. 20:15 | Češka | 5 : 4 (1:1, 3:3, 0:0, 0:0, 1:0) | Švicarska | Posjećenost: 6,226 |

| Izvještaj utakmice | Izvještaj utakmice | Izvještaj utakmice | Izvještaj utakmice | Izvještaj utakmice |
| ------------------ | ------------------ | ------------------ | ------------------ | ------------------ |
|                    |                    |                    |                    |                    |
|                    |                    |                    |                    |                    |
|                    |                    |                    |                    |                    |
|                    |                    |                    |                    |                    |

| 9. svibnja 2018. 16:15 | Bjelorusija | 2 : 5 (2:2, 0:1, 0:2) | Švicarska | Posjećenost: 5,445 |

| Izvještaj utakmice | Izvještaj utakmice | Izvještaj utakmice | Izvještaj utakmice | Izvještaj utakmice |
| ------------------ | ------------------ | ------------------ | ------------------ | ------------------ |
|                    |                    |                    |                    |                    |
|                    |                    |                    |                    |                    |
|                    |                    |                    |                    |                    |
|                    |                    |                    |                    |                    |

| 9. svibnja 2018. 20:15 | Švedska | 7 : 0 (2:0, 3:0, 2:0) | Austrija | Posjećenost: 8,547 |

| Izvještaj utakmice | Izvještaj utakmice | Izvještaj utakmice | Izvještaj utakmice | Izvještaj utakmice |
| ------------------ | ------------------ | ------------------ | ------------------ | ------------------ |
|                    |                    |                    |                    |                    |
|                    |                    |                    |                    |                    |
|                    |                    |                    |                    |                    |
|                    |                    |                    |                    |                    |

| 10. svibnja 2018. 16:15 | Slovačka | 3 : 1 (1:0, 1:1, 1:0) | Francuska | Posjećenost: 5,855 |

| Izvještaj utakmice | Izvještaj utakmice | Izvještaj utakmice | Izvještaj utakmice | Izvještaj utakmice |
| ------------------ | ------------------ | ------------------ | ------------------ | ------------------ |
|                    |                    |                    |                    |                    |
|                    |                    |                    |                    |                    |
|                    |                    |                    |                    |                    |
|                    |                    |                    |                    |                    |

| 10. svibnja 2018. 20:15 | Češka | 4 : 3 (2:1, 1:2, 0:0, 1:0) | Rusija | Posjećenost: 12,490 |

| Izvještaj utakmice | Izvještaj utakmice | Izvještaj utakmice | Izvještaj utakmice | Izvještaj utakmice |
| ------------------ | ------------------ | ------------------ | ------------------ | ------------------ |
|                    |                    |                    |                    |                    |
|                    |                    |                    |                    |                    |
|                    |                    |                    |                    |                    |
|                    |                    |                    |                    |                    |

| 11. svibnja 2018. 16:15 | Francuska | 5 : 2 (2:1, 2:1, 1:0) | Austrija | Posjećenost: 5,780 |

| Izvještaj utakmice | Izvještaj utakmice | Izvještaj utakmice | Izvještaj utakmice | Izvještaj utakmice |
| ------------------ | ------------------ | ------------------ | ------------------ | ------------------ |
|                    |                    |                    |                    |                    |
|                    |                    |                    |                    |                    |
|                    |                    |                    |                    |                    |
|                    |                    |                    |                    |                    |

| 11. svibnja 2018. 20:15 | Bjelorusija | 0 : 3 (0:3, 0:0, 0:0) | Češka | Posjećenost: 5,636 |

| Izvještaj utakmice | Izvještaj utakmice | Izvještaj utakmice | Izvještaj utakmice | Izvještaj utakmice |
| ------------------ | ------------------ | ------------------ | ------------------ | ------------------ |
|                    |                    |                    |                    |                    |
|                    |                    |                    |                    |                    |
|                    |                    |                    |                    |                    |
|                    |                    |                    |                    |                    |

| 12. svibnja 2018. 12:15 | Slovačka | 3 : 4 (PR) (1:2, 1:1, 1:0, 0:1) | Švedska | Posjećenost: 12,490 |

| Izvještaj utakmice | Izvještaj utakmice | Izvještaj utakmice | Izvještaj utakmice | Izvještaj utakmice |
| ------------------ | ------------------ | ------------------ | ------------------ | ------------------ |
|                    |                    |                    |                    |                    |
|                    |                    |                    |                    |                    |
|                    |                    |                    |                    |                    |
|                    |                    |                    |                    |                    |

| 12. svibnja 2018. 16:15 | Austrija | 4 : 0 (1:0, 3:0, 0:0) | Bjelorusija | Posjećenost: 7,370 |

| Izvještaj utakmice | Izvještaj utakmice | Izvještaj utakmice | Izvještaj utakmice | Izvještaj utakmice |
| ------------------ | ------------------ | ------------------ | ------------------ | ------------------ |
|                    |                    |                    |                    |                    |
|                    |                    |                    |                    |                    |
|                    |                    |                    |                    |                    |
|                    |                    |                    |                    |                    |

| 12. svibnja 2018. 20:15 | Rusija | 4 : 3 (0:0, 3:1, 1:2) | Švicarska | Posjećenost: 12,366 |

| Izvještaj utakmice | Izvještaj utakmice | Izvještaj utakmice | Izvještaj utakmice | Izvještaj utakmice |
| ------------------ | ------------------ | ------------------ | ------------------ | ------------------ |
|                    |                    |                    |                    |                    |
|                    |                    |                    |                    |                    |
|                    |                    |                    |                    |                    |
|                    |                    |                    |                    |                    |

| 13. svibnja 2018. 16:15 | Francuska | 0 : 6 (0:3, 0:2, 0:1) | Češka | Posjećenost: 6,252 |

| Izvještaj utakmice | Izvještaj utakmice | Izvještaj utakmice | Izvještaj utakmice | Izvještaj utakmice |
| ------------------ | ------------------ | ------------------ | ------------------ | ------------------ |
|                    |                    |                    |                    |                    |
|                    |                    |                    |                    |                    |
|                    |                    |                    |                    |                    |
|                    |                    |                    |                    |                    |

| 13. svibnja 2018. 20:15 | Švedska | 5 : 3 (2:0, 1:1, 2:2) | Švicarska | Posjećenost: 12,255 |

| Izvještaj utakmice | Izvještaj utakmice | Izvještaj utakmice | Izvještaj utakmice | Izvještaj utakmice |
| ------------------ | ------------------ | ------------------ | ------------------ | ------------------ |
|                    |                    |                    |                    |                    |
|                    |                    |                    |                    |                    |
|                    |                    |                    |                    |                    |
|                    |                    |                    |                    |                    |

| 14. svibnja 2018. 16:15 | Rusija | 4 : 0 (2:0, 0:0, 2:0) | Slovačka | Posjećenost: 7,732 |

| Izvještaj utakmice | Izvještaj utakmice | Izvještaj utakmice | Izvještaj utakmice | Izvještaj utakmice |
| ------------------ | ------------------ | ------------------ | ------------------ | ------------------ |
|                    |                    |                    |                    |                    |
|                    |                    |                    |                    |                    |
|                    |                    |                    |                    |                    |
|                    |                    |                    |                    |                    |

| 14. svibnja 2018. 20:15 | Češka | 4 : 3 (2:1, 1:0, 1:2) | Austrija | Posjećenost: 3,843 |

| Izvještaj utakmice | Izvještaj utakmice | Izvještaj utakmice | Izvještaj utakmice | Izvještaj utakmice |
| ------------------ | ------------------ | ------------------ | ------------------ | ------------------ |
|                    |                    |                    |                    |                    |
|                    |                    |                    |                    |                    |
|                    |                    |                    |                    |                    |
|                    |                    |                    |                    |                    |

| 15. svibnja 2018. 12:15 | Švicarska | 5 : 1 (2:0, 1:0, 2:1) | Francuska | Posjećenost: 6,573 |

| Izvještaj utakmice | Izvještaj utakmice | Izvještaj utakmice | Izvještaj utakmice | Izvještaj utakmice |
| ------------------ | ------------------ | ------------------ | ------------------ | ------------------ |
|                    |                    |                    |                    |                    |
|                    |                    |                    |                    |                    |
|                    |                    |                    |                    |                    |
|                    |                    |                    |                    |                    |

| 15. svibnja 2018. 16:15 | Bjelorusija | 4 : 7 (0:2, 2:0, 2:5) | Slovačka | Posjećenost: 4,857 |

| Izvještaj utakmice | Izvještaj utakmice | Izvještaj utakmice | Izvještaj utakmice | Izvještaj utakmice |
| ------------------ | ------------------ | ------------------ | ------------------ | ------------------ |
|                    |                    |                    |                    |                    |
|                    |                    |                    |                    |                    |
|                    |                    |                    |                    |                    |
|                    |                    |                    |                    |                    |

| 15. svibnja 2018. 20:15 | Rusija | 1 : 3 (1:0, 0:2, 0:1) | Švedska | Posjećenost: 12,490 |

| Izvještaj utakmice | Izvještaj utakmice | Izvještaj utakmice | Izvještaj utakmice | Izvještaj utakmice |
| ------------------ | ------------------ | ------------------ | ------------------ | ------------------ |
|                    |                    |                    |                    |                    |
|                    |                    |                    |                    |                    |
|                    |                    |                    |                    |                    |
|                    |                    |                    |                    |                    |

### Skupina B
| Momčad       | Uta. | Pob. | Pobpr. | Porpr. | Por. | Po. | Pr. | Gr. | Bod. |
| ------------ | ---- | ---- | ------ | ------ | ---- | --- | --- | --- | ---- |
| Finska       | 7    | 5    | 0      | 1      | 1    | 38  | 11  | +27 | 16   |
| SAD          | 7    | 4    | 2      | 0      | 1    | 39  | 16  | +23 | 16   |
| Kanada       | 7    | 4    | 1      | 1      | 1    | 32  | 12  | +20 | 15   |
| Latvija      | 7    | 3    | 1      | 2      | 1    | 16  | 16  | 0   | 13   |
| Danska       | 7    | 3    | 1      | 0      | 3    | 13  | 17  | -4  | 11   |
| Njemačka     | 7    | 1    | 1      | 2      | 3    | 16  | 20  | -4  | 7    |
| Norveška     | 7    | 1    | 1      | 1      | 4    | 13  | 31  | -18 | 6    |
| Južna Koreja | 7    | 0    | 0      | 0      | 7    | 4   | 48  | -44 | 0    |

| 4. svibnja 2018. 16:15 | SAD | 5 : 4 (1:2, 2:1, 1:1, 0:0, 1:0) | Kanada | Posjećenost: 9,632 |

| Izvještaj utakmice | Izvještaj utakmice | Izvještaj utakmice | Izvještaj utakmice | Izvještaj utakmice |
| ------------------ | ------------------ | ------------------ | ------------------ | ------------------ |
|                    |                    |                    |                    |                    |
|                    |                    |                    |                    |                    |
|                    |                    |                    |                    |                    |
|                    |                    |                    |                    |                    |

| 4. svibnja 2018. 20:15 | Danska | 3 : 2 (0:0, 2:1, 0:1, 0:0, 1:0) | Njemačka | Posjećenost: 9,982 |

| Izvještaj utakmice | Izvještaj utakmice | Izvještaj utakmice | Izvještaj utakmice | Izvještaj utakmice |
| ------------------ | ------------------ | ------------------ | ------------------ | ------------------ |
|                    |                    |                    |                    |                    |
|                    |                    |                    |                    |                    |
|                    |                    |                    |                    |                    |
|                    |                    |                    |                    |                    |

| 5. svibnja 2018. 12:15 | Norveška | 2 : 3 (2:0, 0:1, 0:1, 0:1) | Latvija | Posjećenost: 8,441 |

| Izvještaj utakmice | Izvještaj utakmice | Izvještaj utakmice | Izvještaj utakmice | Izvještaj utakmice |
| ------------------ | ------------------ | ------------------ | ------------------ | ------------------ |
|                    |                    |                    |                    |                    |
|                    |                    |                    |                    |                    |
|                    |                    |                    |                    |                    |
|                    |                    |                    |                    |                    |

| 5. svibnja 2018. 16:15 | Finska | 8 : 1 (2:0, 3:1, 3:0) | Južna Koreja | Posjećenost: 8,930 |

| Izvještaj utakmice | Izvještaj utakmice | Izvještaj utakmice | Izvještaj utakmice | Izvještaj utakmice |
| ------------------ | ------------------ | ------------------ | ------------------ | ------------------ |
|                    |                    |                    |                    |                    |
|                    |                    |                    |                    |                    |
|                    |                    |                    |                    |                    |
|                    |                    |                    |                    |                    |

| 5. svibnja 2018. 20:15 | SAD | 4 : 0 (1:0, 2:0, 1:0) | Danska | Posjećenost: 10,800 |

| Izvještaj utakmice | Izvještaj utakmice | Izvještaj utakmice | Izvještaj utakmice | Izvještaj utakmice |
| ------------------ | ------------------ | ------------------ | ------------------ | ------------------ |
|                    |                    |                    |                    |                    |
|                    |                    |                    |                    |                    |
|                    |                    |                    |                    |                    |
|                    |                    |                    |                    |                    |

| 6. svibnja 2018. 12:15 | Kanada | 10 : 0 (2:0, 6:0, 2:0) | Južna Koreja | Posjećenost: 3,902 |

| Izvještaj utakmice | Izvještaj utakmice | Izvještaj utakmice | Izvještaj utakmice | Izvještaj utakmice |
| ------------------ | ------------------ | ------------------ | ------------------ | ------------------ |
|                    |                    |                    |                    |                    |
|                    |                    |                    |                    |                    |
|                    |                    |                    |                    |                    |
|                    |                    |                    |                    |                    |

| 6. svibnja 2018. 16:15 | Njemačka | 4 : 5 (2:2, 1:1, 0:0, 0:0, 0:1) | Norveška | Posjećenost: 5,491 |

| Izvještaj utakmice | Izvještaj utakmice | Izvještaj utakmice | Izvještaj utakmice | Izvještaj utakmice |
| ------------------ | ------------------ | ------------------ | ------------------ | ------------------ |
|                    |                    |                    |                    |                    |
|                    |                    |                    |                    |                    |
|                    |                    |                    |                    |                    |
|                    |                    |                    |                    |                    |

| 6. svibnja 2018. 20:15 | Latvija | 1 : 8 (0:3, 0:2, 1:3) | Finska | Posjećenost: 6,174 |

| Izvještaj utakmice | Izvještaj utakmice | Izvještaj utakmice | Izvještaj utakmice | Izvještaj utakmice |
| ------------------ | ------------------ | ------------------ | ------------------ | ------------------ |
|                    |                    |                    |                    |                    |
|                    |                    |                    |                    |                    |
|                    |                    |                    |                    |                    |
|                    |                    |                    |                    |                    |

| 7. svibnja 2018. 16:15 | SAD | 3 : 0 (0:0, 2:0, 1:0) | Njemačka | Posjećenost: 10,301 |

| Izvještaj utakmice | Izvještaj utakmice | Izvještaj utakmice | Izvještaj utakmice | Izvještaj utakmice |
| ------------------ | ------------------ | ------------------ | ------------------ | ------------------ |
|                    |                    |                    |                    |                    |
|                    |                    |                    |                    |                    |
|                    |                    |                    |                    |                    |
|                    |                    |                    |                    |                    |

| 7. svibnja 2018. 20:15 | Danska | 1 : 7 (0:2, 0:3, 1:2) | Kanada | Posjećenost: 10,800 |

| Izvještaj utakmice | Izvještaj utakmice | Izvještaj utakmice | Izvještaj utakmice | Izvještaj utakmice |
| ------------------ | ------------------ | ------------------ | ------------------ | ------------------ |
|                    |                    |                    |                    |                    |
|                    |                    |                    |                    |                    |
|                    |                    |                    |                    |                    |
|                    |                    |                    |                    |                    |

| 8. svibnja 2018. 16:15 | Južna Koreja | 0 : 5 (0:2, 0:1, 0:2) | Latvija | Posjećenost: 5,227 |

| Izvještaj utakmice | Izvještaj utakmice | Izvještaj utakmice | Izvještaj utakmice | Izvještaj utakmice |
| ------------------ | ------------------ | ------------------ | ------------------ | ------------------ |
|                    |                    |                    |                    |                    |
|                    |                    |                    |                    |                    |
|                    |                    |                    |                    |                    |
|                    |                    |                    |                    |                    |

| 8. svibnja 2018. 20:15 | Finska | 7 : 0 (2:0, 4:0, 1:0) | Norveška | Posjećenost: 4,617 |

| Izvještaj utakmice | Izvještaj utakmice | Izvještaj utakmice | Izvještaj utakmice | Izvještaj utakmice |
| ------------------ | ------------------ | ------------------ | ------------------ | ------------------ |
|                    |                    |                    |                    |                    |
|                    |                    |                    |                    |                    |
|                    |                    |                    |                    |                    |
|                    |                    |                    |                    |                    |

| 9. svibnja 2018. 16:15 | Njemačka | 6 : 1 (1:0, 3:0, 2:1) | Južna Koreja | Posjećenost: 7,092 |

| Izvještaj utakmice | Izvještaj utakmice | Izvještaj utakmice | Izvještaj utakmice | Izvještaj utakmice |
| ------------------ | ------------------ | ------------------ | ------------------ | ------------------ |
|                    |                    |                    |                    |                    |
|                    |                    |                    |                    |                    |
|                    |                    |                    |                    |                    |
|                    |                    |                    |                    |                    |

| 9. svibnja 2018. 20:15 | Finska | 2 : 3 (0:0, 1:2, 1:1) | Danska | Posjećenost: 10,800 |

| Izvještaj utakmice | Izvještaj utakmice | Izvještaj utakmice | Izvještaj utakmice | Izvještaj utakmice |
| ------------------ | ------------------ | ------------------ | ------------------ | ------------------ |
|                    |                    |                    |                    |                    |
|                    |                    |                    |                    |                    |
|                    |                    |                    |                    |                    |
|                    |                    |                    |                    |                    |

| 10. svibnja 2018. 16:15 | SAD | 3 : 2 (1:1, 1:1, 0:0, 1:0) | Latvija | Posjećenost: 5,215 |

| Izvještaj utakmice | Izvještaj utakmice | Izvještaj utakmice | Izvještaj utakmice | Izvještaj utakmice |
| ------------------ | ------------------ | ------------------ | ------------------ | ------------------ |
|                    |                    |                    |                    |                    |
|                    |                    |                    |                    |                    |
|                    |                    |                    |                    |                    |
|                    |                    |                    |                    |                    |

| 10. svibnja 2018. 20:15 | Norveška | 0 : 5 (0:3, 0:1, 0:1) | Kanada | Posjećenost: 5,139 |

| Izvještaj utakmice | Izvještaj utakmice | Izvještaj utakmice | Izvještaj utakmice | Izvještaj utakmice |
| ------------------ | ------------------ | ------------------ | ------------------ | ------------------ |
|                    |                    |                    |                    |                    |
|                    |                    |                    |                    |                    |
|                    |                    |                    |                    |                    |
|                    |                    |                    |                    |                    |

| 11. svibnja 2018. 16:15 | Danska | 3 : 0 (1:0, 2:0, 0:0) | Norveška | Posjećenost: 10,800 |

| Izvještaj utakmice | Izvještaj utakmice | Izvještaj utakmice | Izvještaj utakmice | Izvještaj utakmice |
| ------------------ | ------------------ | ------------------ | ------------------ | ------------------ |
|                    |                    |                    |                    |                    |
|                    |                    |                    |                    |                    |
|                    |                    |                    |                    |                    |
|                    |                    |                    |                    |                    |

| 11. svibnja 2018. 20:15 | SAD | 13 : 1 (4:1, 4:0, 5:0) | Južna Koreja | Posjećenost: 7,563 |

| Izvještaj utakmice | Izvještaj utakmice | Izvještaj utakmice | Izvještaj utakmice | Izvještaj utakmice |
| ------------------ | ------------------ | ------------------ | ------------------ | ------------------ |
|                    |                    |                    |                    |                    |
|                    |                    |                    |                    |                    |
|                    |                    |                    |                    |                    |
|                    |                    |                    |                    |                    |

| 12. svibnja 2018. 12:15 | Latvija | 3 : 1 (0:0, 1:0, 2:1) | Njemačka | Posjećenost: 8,997 |

| Izvještaj utakmice | Izvještaj utakmice | Izvještaj utakmice | Izvještaj utakmice | Izvještaj utakmice |
| ------------------ | ------------------ | ------------------ | ------------------ | ------------------ |
|                    |                    |                    |                    |                    |
|                    |                    |                    |                    |                    |
|                    |                    |                    |                    |                    |
|                    |                    |                    |                    |                    |

| 12. svibnja 2018. 16:15 | Danska | 3 : 1 (0:0, 2:1, 1:0) | Južna Koreja | Posjećenost: 10,591 |

| Izvještaj utakmice | Izvještaj utakmice | Izvještaj utakmice | Izvještaj utakmice | Izvještaj utakmice |
| ------------------ | ------------------ | ------------------ | ------------------ | ------------------ |
|                    |                    |                    |                    |                    |
|                    |                    |                    |                    |                    |
|                    |                    |                    |                    |                    |
|                    |                    |                    |                    |                    |

| 12. svibnja 2018. 20:15 | Kanada | 1 : 5 (1:3, 0:0, 0:2) | Finska | Posjećenost: 9,313 |

| Izvještaj utakmice | Izvještaj utakmice | Izvještaj utakmice | Izvještaj utakmice | Izvještaj utakmice |
| ------------------ | ------------------ | ------------------ | ------------------ | ------------------ |
|                    |                    |                    |                    |                    |
|                    |                    |                    |                    |                    |
|                    |                    |                    |                    |                    |
|                    |                    |                    |                    |                    |

| 13. svibnja 2018. 16:15 | SAD | 9 : 3 (3:0, 4:1, 2:2) | Norveška | Posjećenost: 4,553 |

| Izvještaj utakmice | Izvještaj utakmice | Izvještaj utakmice | Izvještaj utakmice | Izvještaj utakmice |
| ------------------ | ------------------ | ------------------ | ------------------ | ------------------ |
|                    |                    |                    |                    |                    |
|                    |                    |                    |                    |                    |
|                    |                    |                    |                    |                    |
|                    |                    |                    |                    |                    |

| 13. svibnja 2018. 20:15 | Finska | 2 : 3 (1:0, 0:2, 1:0, 0:1) | Njemačka | Posjećenost: 5,077 |

| Izvještaj utakmice | Izvještaj utakmice | Izvještaj utakmice | Izvještaj utakmice | Izvještaj utakmice |
| ------------------ | ------------------ | ------------------ | ------------------ | ------------------ |
|                    |                    |                    |                    |                    |
|                    |                    |                    |                    |                    |
|                    |                    |                    |                    |                    |
|                    |                    |                    |                    |                    |

| 14. svibnja 2018. 16:15 | Južna Koreja | 0 : 3 (0:1, 0:0, 0:2) | Norveška | Posjećenost: 3,330 |

| Izvještaj utakmice | Izvještaj utakmice | Izvještaj utakmice | Izvještaj utakmice | Izvještaj utakmice |
| ------------------ | ------------------ | ------------------ | ------------------ | ------------------ |
|                    |                    |                    |                    |                    |
|                    |                    |                    |                    |                    |
|                    |                    |                    |                    |                    |
|                    |                    |                    |                    |                    |

| 14. svibnja 2018. 20:15 | Kanada | 2 : 1 (1:0, 0:0, 0:1, 1:0) | Latvija | Posjećenost: 2,966 |

| Izvještaj utakmice | Izvještaj utakmice | Izvještaj utakmice | Izvještaj utakmice | Izvještaj utakmice |
| ------------------ | ------------------ | ------------------ | ------------------ | ------------------ |
|                    |                    |                    |                    |                    |
|                    |                    |                    |                    |                    |
|                    |                    |                    |                    |                    |
|                    |                    |                    |                    |                    |

| 15. svibnja 2018. 12:15 | Finska | 6 : 2 (2:0, 1:0, 3:2) | SAD | Posjećenost: 6,343 |

| Izvještaj utakmice | Izvještaj utakmice | Izvještaj utakmice | Izvještaj utakmice | Izvještaj utakmice |
| ------------------ | ------------------ | ------------------ | ------------------ | ------------------ |
|                    |                    |                    |                    |                    |
|                    |                    |                    |                    |                    |
|                    |                    |                    |                    |                    |
|                    |                    |                    |                    |                    |

| 15. svibnja 2018. 16:15 | Kanada | 3 : 0 (1:0, 1:0, 1:0) | Njemačka | Posjećenost: 6,200 |

| Izvještaj utakmice | Izvještaj utakmice | Izvještaj utakmice | Izvještaj utakmice | Izvještaj utakmice |
| ------------------ | ------------------ | ------------------ | ------------------ | ------------------ |
|                    |                    |                    |                    |                    |
|                    |                    |                    |                    |                    |
|                    |                    |                    |                    |                    |
|                    |                    |                    |                    |                    |

| 15. svibnja 2018. 20:15 | Danska | 0 : 1 (0:1, 0:0, 0:0) | Latvija | Posjećenost: 10,800 |

| Izvještaj utakmice | Izvještaj utakmice | Izvještaj utakmice | Izvještaj utakmice | Izvještaj utakmice |
| ------------------ | ------------------ | ------------------ | ------------------ | ------------------ |
|                    |                    |                    |                    |                    |
|                    |                    |                    |                    |                    |
|                    |                    |                    |                    |                    |
|                    |                    |                    |                    |                    |

## Drugi dio prvenstva

### Četvrtzavršnica
| 17. svibnja 2018. 16:15 | Rusija | 4:5 (PR) (0:1, 2:1, 2:2, 0:0, 0:1) | Kanada | Posjećenost: 9,017 |

| Izvještaj utakmice | Izvještaj utakmice | Izvještaj utakmice | Izvještaj utakmice | Izvještaj utakmice |
| ------------------ | ------------------ | ------------------ | ------------------ | ------------------ |
|                    |                    |                    |                    |                    |
|                    |                    |                    |                    |                    |
|                    |                    |                    |                    |                    |
|                    |                    |                    |                    |                    |

| 17. svibnja 2018. 16:15 | SAD | 3:2 (2:0, 0:2, 1:0) | Češka | Posjećenost: 4,846 |

| Izvještaj utakmice | Izvještaj utakmice | Izvještaj utakmice | Izvještaj utakmice | Izvještaj utakmice |
| ------------------ | ------------------ | ------------------ | ------------------ | ------------------ |
|                    |                    |                    |                    |                    |
|                    |                    |                    |                    |                    |
|                    |                    |                    |                    |                    |
|                    |                    |                    |                    |                    |

| 17. svibnja 2018. 20:15 | Švedska | 3:2 (0:0, 1:1, 2:1) | Latvija | Posjećenost: 12,490 |

| Izvještaj utakmice | Izvještaj utakmice | Izvještaj utakmice | Izvještaj utakmice | Izvještaj utakmice |
| ------------------ | ------------------ | ------------------ | ------------------ | ------------------ |
|                    |                    |                    |                    |                    |
|                    |                    |                    |                    |                    |
|                    |                    |                    |                    |                    |
|                    |                    |                    |                    |                    |

| 17. svibnja 2018. 20:15 | Švicarska | 3:2 (0:1, 3:0, 0:1) | Finska | Posjećenost: 5,634 |

| Izvještaj utakmice | Izvještaj utakmice | Izvještaj utakmice | Izvještaj utakmice | Izvještaj utakmice |
| ------------------ | ------------------ | ------------------ | ------------------ | ------------------ |
|                    |                    |                    |                    |                    |
|                    |                    |                    |                    |                    |
|                    |                    |                    |                    |                    |
|                    |                    |                    |                    |                    |

### Poluzavršnica
| 19. svibnja 2018. 16:15 | Švedska | 6:0 (1:0, 3:0, 2:0) | SAD | Posjećenost: 12,490 |

| Izvještaj utakmice | Izvještaj utakmice | Izvještaj utakmice | Izvještaj utakmice | Izvještaj utakmice |
| ------------------ | ------------------ | ------------------ | ------------------ | ------------------ |
|                    |                    |                    |                    |                    |
|                    |                    |                    |                    |                    |
|                    |                    |                    |                    |                    |
|                    |                    |                    |                    |                    |

| 19. svibnja 2018. 20:15 | Švicarska | 3:2 (1:0, 1:1, 1:1) | Kanada | Posjećenost: 12,166 |

| Izvještaj utakmice | Izvještaj utakmice | Izvještaj utakmice | Izvještaj utakmice | Izvještaj utakmice |
| ------------------ | ------------------ | ------------------ | ------------------ | ------------------ |
|                    |                    |                    |                    |                    |
|                    |                    |                    |                    |                    |
|                    |                    |                    |                    |                    |
|                    |                    |                    |                    |                    |

### Utakmica za brončanu medalju
| 20. svibnja 2018. 16:15 | SAD | 4:1 (0:0, 1:1, 3:0) | Kanada | Posjećenost: 12,111 |

| Izvještaj utakmice | Izvještaj utakmice | Izvještaj utakmice | Izvještaj utakmice | Izvještaj utakmice |
| ------------------ | ------------------ | ------------------ | ------------------ | ------------------ |
|                    |                    |                    |                    |                    |
|                    |                    |                    |                    |                    |
|                    |                    |                    |                    |                    |
|                    |                    |                    |                    |                    |

### Finale
| 20. svibnja 2018. 20:15 | Švedska | 3:2 (KU) (1:1, 1:1, 0:0, 0:0, 1:0) | Švicarska | Posjećenost: 12,490 |

| Izvještaj utakmice | Izvještaj utakmice | Izvještaj utakmice | Izvještaj utakmice | Izvještaj utakmice |
| ------------------ | ------------------ | ------------------ | ------------------ | ------------------ |
|                    |                    |                    |                    |                    |
|                    |                    |                    |                    |                    |
|                    |                    |                    |                    |                    |
|                    |                    |                    |                    |                    |

## Plasman
|    |  |
|    |  |
|    |  |
| 4  |  |
| 5  |  |
| 6  |  |
| 7  |  |
| 8  |  |
| 9  |  |
| 10 |  |
| 11 |  |
| 12 |  |
| 13 |  |
| 14 |  |
| 15 |  |
| 16 |  |

## Vanjske poveznice
- Službena stranica